# Agnès Callamard
Agnès Callamard (Pierrelatte, 30 novembre 1964) è un'attivista, funzionaria e diplomatica francese, esperta di diritti umani e relatrice speciale per esecuzioni extragiudiziali, sommarie o arbitrarie nominate dal Consiglio dei diritti umani delle Nazioni Unite. È inoltre direttrice del progetto Global Freedom of Expression della Columbia University.

## Biografia
Nel 1985, Callamard si è laureata all'Institut d'Etudes Politiques di Grenoble. Nel 1995 ha conseguito un dottorato di ricerca in Scienze politiche presso la New School for Social Research di New York.

## Carriera
Callamard è considerata un'esperta in una serie di iniziative internazionali e ONU sui diritti umani e ha condotto indagini sui diritti umani in diversi paesi in Africa, Asia e Medio Oriente. Ha pubblicato in materia di diritti umani, diritti delle donne, movimenti di rifugiati e responsabilità. Callamard ha lavorato a lungo nel campo dei movimenti internazionali di rifugiati con il Center for Refugee Studies di Toronto.

### Amnesty International
Dal 1998 al 2001, Callamard è stata Capo di Gabinetto per il Segretario Generale di Amnesty International, e come coordinatrice delle politiche di ricerca dell'organizzazione, ha guidato il lavoro di Amnesty sui diritti umani delle donne. Callamard ha condotto indagini sui diritti umani in un gran numero di paesi in Africa, Asia e Medio Oriente.

### HAP International
Nel 2001, Callamard ha fondato e guidato HAP International (il Partenariato per la responsabilità umanitaria) dove ha supervisionato le prove sul campo in Afghanistan, Cambogia e Sierra Leone e ha creato il primo organo internazionale di autoregolamentazione per le agenzie umanitarie impegnate a rafforzare la responsabilità nei confronti delle popolazioni colpite da catastrofi. È stata in questo incarico fino al 2004.

### Articolo 19
Dal 2004 al 2013, Callamard è stata direttrice esecutiva dell'Articolo 19, un'organizzazione per i diritti umani.

### Università della Columbia
A partire da novembre 2013, Callamard è la direttrice dell'iniziativa Global Freedom of Expression della Columbia University.

### Nazioni Unite
Callamard è la relatrice speciale delle Nazioni Unite sulle esecuzioni extragiudiziali, sommarie o arbitrarie, nominato dalla risoluzione A / HRC / RES / 35/15 del Consiglio dei diritti umani del 22 giugno 2017 per un mandato di 3 anni. Nel 2019 ha guidato l'inchiesta sui diritti umani sull'omicidio del giornalista saudita Jamal Khashoggi. Le sue scoperte sono state presentate al Consiglio dei diritti umani delle Nazioni Unite nel giugno 2019. Dopo che il rapporto è stato pubblicato, ha detto che un alto funzionario saudita ha minacciato due volte di farla uccidere se non fosse stata frenata dall'ONU.
Ha anche dichiarato che l'attacco con i droni contro il generale iraniano Qasem Soleimani è stato illegale.

## Pubblicazioni
- Protect the believers, not the belief, in The Guardian, 18 marzo 2009.
- Agnès Callamard, Amnesty International Dutch Section e Codesria, Monitoring and Investigating Torture, Cruel, Inhuman or Degrading Treatment, and Prison Conditions, in Council for the Development of Social Science Research in Africa, Dakar, 2000, ISBN 978-2-86978-088-0. URL consultato il 7 marzo 2022 (archiviato dall'url originale il 22 gennaio 2021).
- Comity for Internet? Recent Court Decisions on the Right to be De-indexed, in The National Law Review, 12 agosto 2015.
- Are courts re-inventing Internet regulation?, in International Review of Law, Computers & Technology, 23 marzo 2017,  pp. 1-17.